# Keldby Kirke
Keldby Kirke er en kirke i Keldby på Møn.
Kirken er en af de kirker, som Elmelundemesteren har udsmykket med kalkmalerier, formentlig omkring slutningen af 1400-tallet. Kirken har også ældre kalkmalerier, hvoraf de ældste er fra omkring 1275. I koret er et kalkmaleri fra 1600.
Keldby Kirkes ældste dele, skibet og koret, blev bygget 1200-1250. Omkring 1480 blev kirken overhvælvet, og koret forhøjet med skifter af kridtsten.
Tårnet er fra sengotisk tid og har en trappegavl med slanke blændinger. Et lille sakristi blev bygget til omkring 1700.
Kirken har en sengotisk fløjaltertavle, og prædikestolen er dateret 1586.